# Hedwig Ortmann
Hedwig Ortmann (* 1937) ist eine deutsche ehemalige Bildungs- und Erziehungswissenschaftlerin und Hochschullehrerin. 

## Leben

### Ausbildung und Privatleben
Sie erwarb ihr Abitur über den zweiten Bildungsweg und absolvierte anschließend zunächst ein Lehramtsstudium. Danach schloss sie ein Studium der Sozialwissenschaften mit einem Magister Artium ab. Betreut von Doktorvater Klaus Mollenhauer – einem der grundlegenden Theoretiker der kritischen Erziehungswissenschaft – wurde sie schließlich 1971 an der Johann Wolfgang Goethe-Universität in Frankfurt am Main mit der Dissertation Arbeiterfamilie und sozialer Aufstieg. Kritik einer bildungspolitischen Leitvorstellung zum Dr. phil. promoviert. 
Sie ist mit Friedrich Ortmann (* 1941) verheiratet, der seit 1983 als Professor für Sozialplanung und kommunale Sozialpolitik an der Universität Kassel tätig war. Das Paar hat zwei gemeinsame Kinder.

### Berufliche Karriere
Nach ihrem Studienabschluss erhielt sie zunächst eine Anstellung als wissenschaftliche Assistentin an der Christian-Albrechts-Universität in Kiel und dann am Arbeitsbereich Sozialpädagogik des Instituts für Erziehungswissenschaft der Eberhard-Karls-Universität Tübingen. Sie folgte 1974 einem Ruf an die Universität Bremen. Dort lehrte und forschte sie als Professorin für Erziehungswissenschaften. Darüber hinaus war sie mehrfach als Gastprofessorin an der Innsbrucker Leopold-Franzens-Universität tätig, ehe sie 2002 emeritiert wurde.
Im Jahr 1986 gehörte sie zu den Erstunterzeichnern des Müttermanifestes.

## Forschungsschwerpunkte
In ihrer Dissertation aus dem Jahr 1971 übte Ortmann scharfe Kritik an der Pädagogik, „die sie als Wissenschaft bürgerlich-ständischer Pädagogen charakterisiert, die weder die Phantasie noch die Motivation besitzen, um den ökonomisch, sozial und politisch weit stärker als sie selbst unterdrückten Schichten zu der Mündigkeit zu verhelfen, die ihnen abstrakt als Erziehungsziel vorschwebt.“ Gleichzeitig war sie mit der Schrift eine der ersten Wissenschaftlerinnen, die darauf hinwies, das wissenschaftliche Arbeiten zum Bildungsaufstieg stets Gefahr laufen, kontraintuitive Effekte und nicht‐intendierte Folgen auszulösen.
Im späteren Verlauf ihrer Karriere widmete sie sich vor allem den Themenfeldern der Geschlechter- und Mütterforschung. So leitete sie beispielsweise 1982 in Regensburg auf dem achten Kongress der Deutschen Gesellschaft für Erziehungswissenschaft (DGfE) das Symposium „Leben und Lernen jenseits patriarchaler Leitbilder“, das die Gründung der DGfE-Sektion für Frauen- und Geschlechterforschung nach sich zog. Im Jahr 1990 postulierte Ortmann, dass die Bildung einer eigenen weiblichen Identität nicht an männlichen Werten gemessen werden könne, da männlich orientierte Gesellschaften dualisierende Strukturen als vorherrschendes Denkschema benutzen würden, die in hierarchischer Ordnung in die Gegensätze Geist/Körper, Stärke/Schwäche sowie Kunst/Natur aufspalten. Diese Dualität sei die Grundlage eines Konzeptes, das die Alleinherrschaft des einen (männlichen) über den anderen (weiblichen) Teil begründet. Ortmann zufolge versucht feministische Bildungsarbeit, eine ganzheitliche Denk- und Wahrnehmungsweise herauszubilden, die dualistisches Denken ablösen, hierarchische Ordnungen überflüssig machen und differierende Erscheinungen nicht bewerten soll. Sie ging somit von einer „Wiederkehr polarer (statt dualer) Denkstrukturen“ aus und setzte sich darüber hinaus mit Fragen einer Bewusstseinsevolution durch eine Veränderung menschlicher Beziehungen auseinander und mit Ideen einer Wiederentdeckung und Neu-Entfaltung des Weiblichen auseinander. Ein weiterer Schwerpunkt ihrer Arbeit war die Anfang der 1990er Jahre aufgekommene Schulbegleitforschung.
Außerdem beschäftigte sie sich intensiv mit humanistischer Pädagogik und Gestaltpädagogik. Hinsichtlich letzterer interessierte sich Ortmann besonders für die Lehrerbildung auf gestaltpädagogischer Grundlage – so betonte sie beispielsweise die Persönlichkeitsbildung der Lehrkräfte im Rahmen einer umfassenden Selbst-Bildung. Im Jahr 1997 führte sie Überlegungen zur gestaltpädagogischen Raumtheorie in die Hochschuldidaktik ein und betonte dabei die Relevanz der Raumgestaltung für die Schaffung von Lernatmosphären und Gefühlslagen, die das Lernen begünstigten. Hedwig Ortmann ist zudem (Stand: März 2025) Mitglied im wissenschaftlichen Beirat des Deutschen Dachverbandes Gestalttherapie für approbierte Psychotherapeuten e. V. (DDGAP) und im wissenschaftlichen Beirat der Zeitschrift für Gestaltpädagogik, die von der Gestaltpädagogischen Vereinigung publiziert wird.

## Auszeichnungen
- 1997: Berninghausenpreis der Universität Bremen für hervorragende Lehre

## Publikationen (Auswahl)
Monographien
- Hedwig Ortmann: Arbeiterfamilie und sozialer Aufstieg. Kritik einer bildungspolitischen Leitvorstellung. Juventa-Verlag, 1971, ISBN 978-3-779-90077-1, 216 Seiten.
- Hedwig Ortmann; Burkhard Müller; Werner Fuchs-Heinritz: Universitärer Alltag. Lernen, Lehren und Leben an der Hochschule. In der Reihe: „Texte zu Sozialgeschichte und Alltagsleben“. Focus-Verlag, 1977, ISBN 978-3-920-35267-1, 255 Seiten.
- Hedwig Ortmann: Bildung geht von Frauen aus. Überlegungen zu einem anderen Bildungsbegriff. In der Reihe: „Wissenschaft in gesellschaftlicher Verantwortung“. Verlag für akademische Schriften, 1990, ISBN 978-3-888-64107-7, 46 Seiten.
- Hedwig Ortmann; Jutta Berlitz-Schreiber: Muttersein – Chance oder Notlage? Lebensspuren von Frauen. Centaurus Verlag, 1994, ISBN 978-3-890-85912-5, 295 Seiten.
- Hedwig Ortmann; Ulrike Becker; Jörg Ehrenforth; Renate Haack-Wegner; Sigrid Sander: Integrative Ansätze der humanistischen und psychoanalytischen Pädagogik in der Schule. Abschlussbericht des SBF-Projektes Nr 17. 1996, 122 Seiten.
- Hedwig Ortmann: Konsumzwang und Freiheit. Neue Bildungsperspektiven, nicht nur aus feministischer Sicht. In der Reihe: „Wissenschaft in gesellschaftlicher Verantwortung“. Verlag für akademische Schriften, 1996, ISBN 978-3-888-64140-4, 98 Seiten.